# Country Garden
Country Garden (forenklet kinesisk: 碧桂园; traditionelt kinesisk: 碧桂園) er et kinesisk ejendomsudviklingsselskab med hovedkvarter i Foshan, Guangdong. Det ejes af Yang Guoqiang's familie. De har ejendomsprojekter i Kina, Malaysia og Australien. Virksomheden blev etableret i 1992 og børsnoteret på Hong Kong Stock Exchange i 2007.